# Strålfena
Strålfena (Marosatherina ladigesi) är en fiskart som först beskrevs av Ahl, 1936.  Strålfena ingår i släktet Marosatherina och familjen Telmatherinidae. IUCN kategoriserar arten globalt som sårbar. Inga underarter finns listade i Catalogue of Life.